# Памфлет
Памфлет је анониман или непотписан полемички спис о некој личности или питању од општег значаја (на истакнутом положају). Он је кратке форме, прожет духовитим и ироничним поређењима која имају за циљ да оповргну, доведу у сумњу или исмеју. Врста памфлета је летак.